# Scott Burton
Pour les articles homonymes, voir Burton.
Scott Burton, né le 23 juin 1939 à Greensboro en Alabama (États-Unis) et mort le 29 décembre 1989 à New York (États-Unis), est un sculpteur et artiste américain.
Il est connu pour ses sculptures de mobilier de grande taille en granit et en bronze.

## Expositions
- 1978-1979 Public Table, Musée d'Art de l'université de Princeton, Princeton[1].
- 1979 Chair, Allen Memorial Art Museum, Oberlin, Ohio[2].